# Nevada Legislature

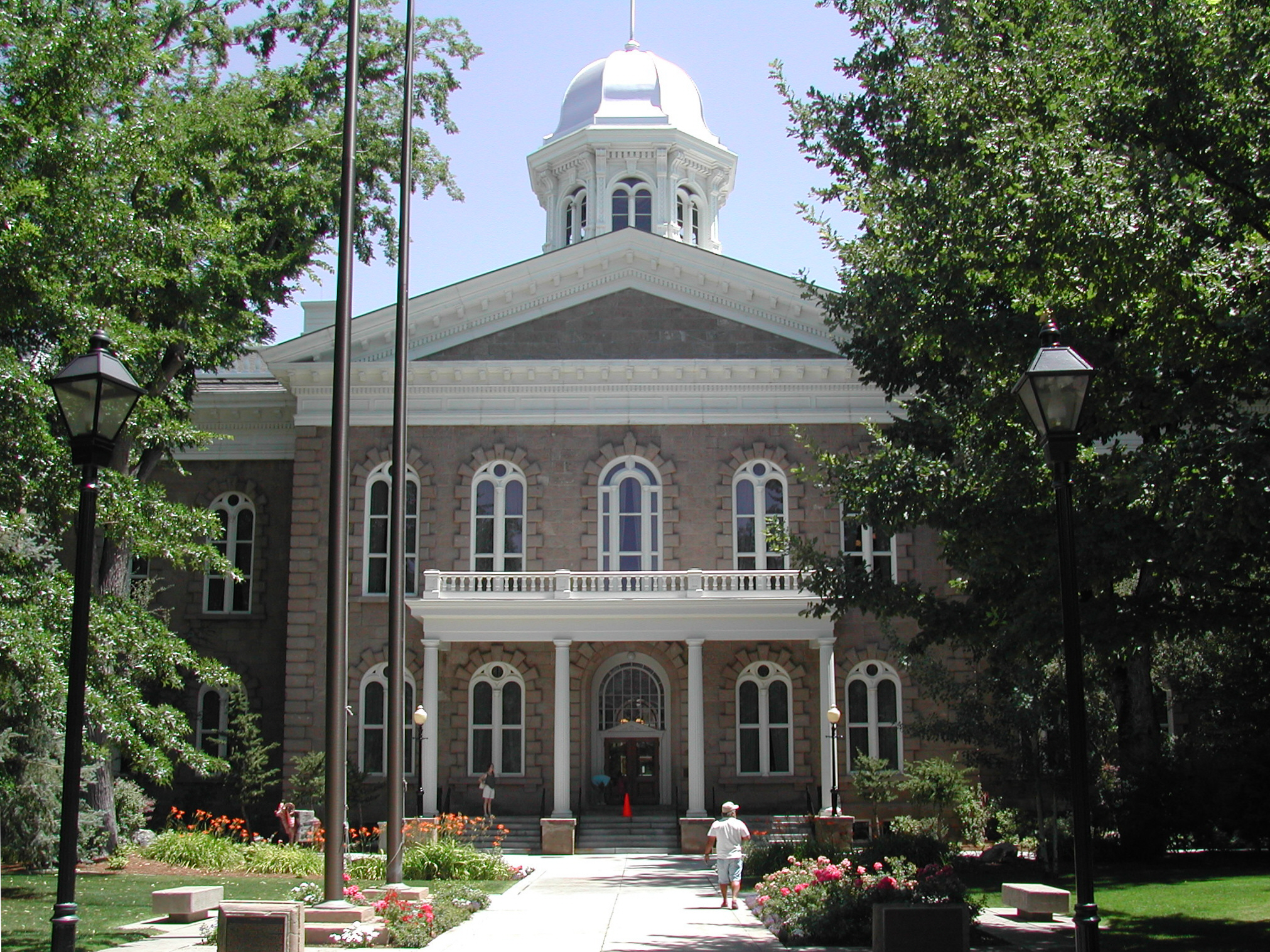
Die Legislature tagt im Nevada Legislative Building

Die Nevada Legislature ist die State Legislature und damit die Legislative des US-Bundesstaats Nevada und wurde durch die staatliche Verfassung 1864 geschaffen. Sie besteht aus der Nevada Assembly, die als Unterhaus fungiert, sowie dem Senat von Nevada als Oberhaus. Die Legislature tagt im Nevada Legislative Building in Carson City.
Die Assembly besteht aus 42 Mitgliedern, der Senat aus 21. Die Assembly wird für zwei Jahre gewählt. Die Amtszeit der Senatoren beträgt vier Jahre, jeweils die Hälfte des Senats wird gleichzeitig mit der Assembly gewählt. Der Wahltag fällt mit dem des Bundeskongresses zusammen.
Wählbar sind US-Bürger, die seit mindestens einem Jahr in Nevada und mindestens dreißig Tage im entsprechenden Wahlbezirk leben, und die im Wählerregister eingetragen sind. Das Mindestalter für beide Häuser beträgt 21 Jahre.
Die National Conference of State Legislatures (NCSL) ordnet die Legislature von Nevada als „hybrid“ zwischen einem Vollzeit- und einem Teilzeitparlament ein. Mit einer Vergütung von bis zu 164,69 USD pro Kalendertag für 60 Tage und 151 USD pro Sitzungstag (2020) liegen die Abgeordneten im unteren Bereich der Staatsparlamentarier.